# مجزرة مسجد الهداية
وقعت مجزرة مسجد الهداية في 19 أبريل 2008 عندما قتل جنود إثيوبيون 21 مُسلمًا داخل مسجد الهداية في مقديشو بالصومال.
وبحسب عدة شهود، اقتحم جنود إثيوبيون مسجداً وقتلوا من بداخله، وعُثِر على 11 جثة داخل المسجد، بعضهم قُتل بشق الحلق والبعض الآخر قُتل بالرصاص، وكان تسعة من رواد المسجد العاديين.  وقال الشيخ عبدي خير عيسى إن الإثيوبيين «ذبحوا» رجال الدين، وقتلوا الشيخ سعيد يحيى إمام المسجد، وقال أحد الشهود إن الإمام الراحل فتح باب المسجد بعد قرع الجنود للأبواب.

## وصلات خارجية
- شجب مجزرة مسجد الصومال